# Cactusmuis
De cactusmuis (Peromyscus eremicus) is een zoogdier uit de familie van de Cricetidae. De wetenschappelijke naam van de soort werd voor het eerst geldig gepubliceerd door Baird in 1858.

## Voorkomen
De soort komt voor in Mexico en de Verenigde Staten.